# OpenMQ
Open Message Queue (OpenMQ) は オープンソースの メッセージ指向ミドルウェアを開発するプロジェクト。オープンソースアプリケーションサーバ開発プロジェクトGlassFishのサブプロジェクトとしてコミュニティによる開発が進められている。
Java Message Service (JMS) APIを実装している。JMS-APIの基本実装以外にスケーラビリティ・高可用性を実現したOpenMQ Cluster、C-API、JMX対応管理APIなどを搭載している。加えてJMSRAと呼ばれるJava EE Connector Architecture (JCA) の実装モジュールを含んでいる。JCA実装によりJava EE準拠のアプリケーションサーバやBPMなどから容易にメッセージキューを使用することを可能としている。2009年現在OpenMQはGlassFish、Open ESBのデフォルトJMSプロバイダとなっている。
OpenMQはSunから寄付されたソースコードをベースとして開発が始まった。
OpenMQは自由ソフトウェアであり、Common Development and Distribution License (CDDL) とclasspath exception付きのGNU General Public License (GPL) の2種類の自由ソフトウェアライセンスのデュアルライセンスとなっている。